# Pselaphodes meniscus
Pselaphodes meniscus – gatunek chrząszcza z rodziny kusakowatych i podrodziny marników. Występuje endemicznie w Chinach.
Gatunek ten opisali po raz pierwszy w 2011 roku Yin Ziwei, Li Lizhen i Zhao Meijun na łamach Annales Zoologici. Jako miejsce typowe wskazano rezerwat przyrody La-Ba-He w chińskiej prowincji Syczuan.
Chrząszcz ten osiąga od 2,66 do 2,96 mm długości i od 1,03 do 1,17 mm szerokości ciała. Ubarwienie ma rudobrązowe. Głowa jest tak długa jak szeroka. Oczy złożone buduje u samca około 45, a u samicy około 35 omatidiów. Czułki buduje jedenaście członów, z których trzy ostatnie są powiększone, a u samca ponadto człony siódmy i dziewiąty są silnie zmodyfikowane. Przedplecze jest tak długie jak szerokie, o kanciastych brzegach przednio-bocznych. Pokrywy są szersze niż dłuższe. Zapiersie (metawentryt) u samców ma krótkie i na wierzchołkach rozszerzone wyrostki. Odnóża przedniej pary mają uzbrojone kolcami spody krętarzy i ud. Odnóża środkowej pary mają kolce tylko na spodach krętarzy. Odwłok jest duży.
Owad ten jest endemitem Chin, znanym tylko z miejsca typowego w powiecie Tianquan w Syczuanie. Spotykany był na wysokości 2000 m n.p.m.